# Tanzimat
Tanzimat je bilo razdoblje kad su sprovođene reforme u Osmanskom Carstvu. Počelo je 1839., a završilo 1876. i Ustavom. Reformama se sultan odrekao svojih neograničenih prava nad životom i vlasništvom svojih službenika. Uspostavljeni su ministarstvene lisnice, građanska jednakost pred zakonom i reorganizirani su financijski, pravni i gospodarstveni sustav. Pravosudni je sustav u potpunosti izmijenjen. Ovim mjerama 1847. dovedeni su nemuslimani, prije svih kršćani, u jednak položaj s muslimanima. Uvedena je 1843. opća vojna obveza. 1850. godine donesen je Zakon o trgovini.
Reforme su provedene u vrijeme vladavina sultana Abdula Medžida I. i Abdula Aziza. Reforme su u uskoj svezi s velikim vezirom Mustafom Rešid-pašom te poslije s Ali-pašom i Fuad-pašom. Mjere su postale poznate pod imenom "Tanzimat-i Hayriye" (blagotvorni novi red). Prethodnica Tanzimata bile su reformske mjere sultana Mahmuda II. koji je 1826. raspustio janjičare i ukinuo timarski sustav (1833./1834. – 1844.).
Najvažniji pravni dokumenti ovog razdoblja su Đulhanski hatišerif potpisan 3. studenoga 1839., Hatt-ı Hümâyûn iz 1859. i Ustav iz 1876. godine.
Balkanski muslimani nisu dobro primili ove reforme. Razlog je što su među posljednjima prihvatili islam, zbog čega su bili konzervativniji vjernici. Odbili su nositi suvremene vojne odore (nizamska odjeća) i prihvatiti suvremenu vojnu obuku. Politička jednakost s kršćanima bila im je nepodnošljiva uvrjeda te su odbacili Đulhanski hatišerif. Zbog takva su držanja baš oni destabilizirali Tursko Carstvo. Pravoslavci su, poglavito u Beogradskom pašaluku, bili oslonac osmanske vlasti, i logistički i vojno podupirali su reformističku Portu u Bosni i Albaniji.